# Arrondissements de l'Eure

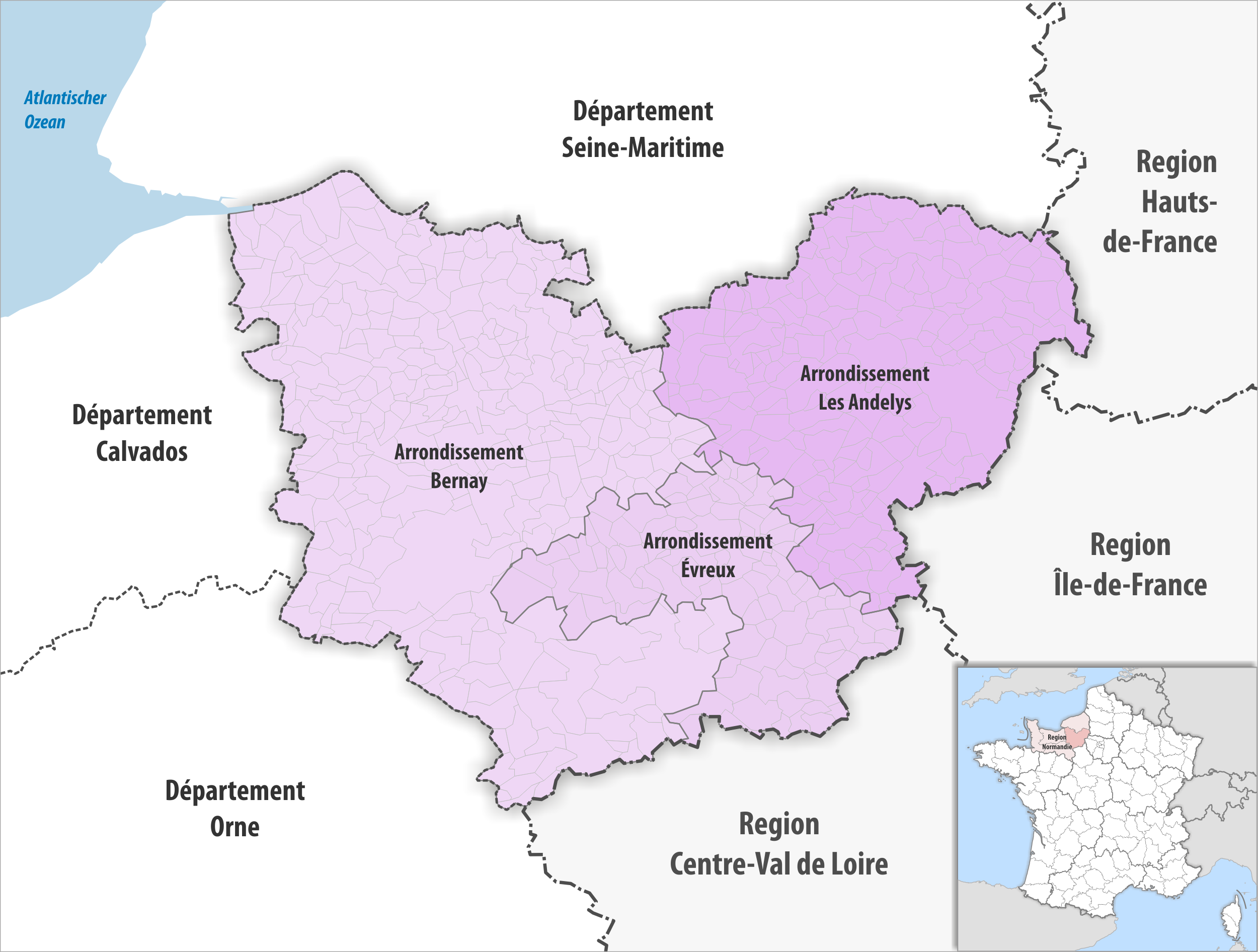
Les arrondissements de l'Eure en 2019.

Le département de l'Eure comprend trois arrondissements.

## Composition
| Nom                        | Code Insee | Superficie (km2) | Population (dernière pop. légale) | Densité (hab./km2) | Modifier             |
| -------------------------- | ---------- | ---------------- | --------------------------------- | ------------------ | -------------------- |
| Arrondissement d'Évreux    | 273        | 958,70           | 139 868 (2022)                    | 146                | modifier les données |
| Arrondissement de Bernay   | 272        | 3 226,70         | 225 544 (2022)                    | 70                 | modifier les données |
| Arrondissement des Andelys | 271        | 1 854,40         | 235 893 (2022)                    | 127                | modifier les données |
| Eure                       | 27         | 6 040,00         | 601 305 (2022)                    | 100                | modifier les données |

## Histoire

Les vingt-trois cantons de l'Eure depuis 2015.

- 1790 : création du département de l'Eure avec six districts : Les Andelys, Bernay, Évreux, Louviers, Pont-Audemer, Verneuil.
- 1793 : Bernay devient chef-lieu du département, à la place d'Évreux, pendant une courte période.
- 1800 : création des arrondissements : Les Andelys, Bernay, Évreux, Louviers, Pont-Audemer.
- 1926 : suppression des arrondissements de Louviers et Pont-Audemer.
- 2006 : le canton d'Amfreville-la-Campagne est transféré de l'arrondissement d'Évreux à celui de Bernay ; les cantons de Louviers-Nord et de Louviers-Sud sont transférés de l'arrondissement d'Évreux à celui des Andelys.
- 2014 : Quatre cantons sont composés de communes appartenant à des arrondissements différents : Breteuil, Conches-en-Ouche, Le Neubourg et Vernon.
- 2017 : Les trois arrondissements sont redécoupés pour correspondre au périmètre des intercommunalités[1].